# Le Vieux Garçon
Pour plus de détails, voir Fiche technique et Distribution.
Le Vieux Garçon (Il bisbetico domato) est une comédie italienne de Castellano et Pipolo sortie en 1980, avec Adriano Celentano et Ornella Muti.

## Synopsis
Elia est un agriculteur qui vit dans une belle villa à Rovignano. Décidément misanthrope, il n'aime ni la ville ni la compagnie des hommes, mais il est surtout gêné par la présence des femmes, qu'il considère comme des perturbatrices de la paix rurale. Mamy, la gouvernante, est la seule figure féminine admise dans sa ferme et, pour le rendre moins irritable, elle a essayé à plusieurs reprises de lui trouver une compagne, mais en vain, car l'homme s'avère s'entendre davantage avec les bêtes (égales à lui en esprit) qu'avec les gens, notamment son chien avec lequel il converse et joue même aux échecs.
Un soir, lors d'un orage, la belle Lisa tombe en panne de voiture et demande l'hospitalité à la ferme du misanthrope, où elle fait l'expérience de son agressivité. Avec le temps, la jeune fille découvre qu'elle est amoureuse du rude paysan, allant même jusqu'à tromper son fiancé Vittorio et à se disputer avec son amie Renata, qui tente elle aussi de séduire Elia.
Lisa réussit finalement à séduire Elia (qui, entre-temps, est devenu moins rustre) : les deux se marient et Lisa choisit la vie à la campagne, non sans quelques difficultés de prime abord.

## Fiche technique
- Titre français : Le Vieux Garçon ou Le Chicaneur dompté[4]
- Titre original : Il bisbetico domato
- Réalisation : Castellano et Pipolo (Franco Castellano et Giuseppe Moccia)
- Assistance réalisation : Sandro Metz
- Photographie : Alfio Contini
- Musique : Detto Mariano
- Décors : Bruno Amalfitano
- Montage : Antonio Siciliano
- Son : Amedeo Casati et Domenico Pasquadibisceglie
- Production : Mario Cecchi Gori et Vittorio Cecchi Gori
- Chef de production : Angelo Zemella
- Durée : 102 minutes
- Première présentation le 20 décembre 1980

## Distribution
- Adriano Celentano – Elia Codogno
- Ornella Muti – Lisa Silvestri
- Edith Peters – Mamie
- Pippo Santonastaso – Don Cirillo
- Milly Carlucci – Renata
- Jimmy il Fenomeno